# Кэнфилд, Элла Джин
Элла Джин Кэнфилд (англ. Ella Jean Canfield, 4 октября 1919, Westmoreland, графство Куинс, Остров Принца Эдуарда, Канада — 21 декабря 2000, Шарлоттаун, Остров Принца Эдуарда, Канада) — канадский политик, министр провинции Острова Принца Эдуарда. Первая женщина, избранная в Законодательное собрание провинции Остров Принца Эдуарда и первая женщина, избранная в Исполнительный совет провинции Острова Принца Эдуарда.

## Биография
Родилась в 1918 году (по другим сведения — в 1918 году) в Уэстморленде (Westmoreland, сегодня — Участок № 29 (Lot 29) графства Куинс) в семье Эверрета Гаретта и Лидии Грэнвилл Маквитти. Получила начальное образованием в Крепо (Crapaud). В 1939 году вышла замуж за Паркера Кэнфилда.
Первоначально выставляла свою кандидатуру в члены Законодательного собрания на Всеобщих выборах 1966 года от Либеральной партии, но потерпела поражение в разнице 122 голосов от действующего спикера Законодательного собрания Фрэнка Шелдона Майерса. Затем снова участвовала на Всеобщих выборах 11 мая 1970 года и добилась успеха. Избиралась на Всеобщих выборах 1974 и 1978 годах, но потерпела поражение на Всеобщих выборах в 1979 году.
С 10 октября 1972 по 2 мая 1974 года — министр без портфеля, министр жилищного управления в правительстве Алекса Кэмпбелла.
С 1972 года возглавляла Провинциальный консультативный комитет по положению женщин в провинции Остров Принца Эдуарда, созданный в ответ на федеральный доклад Королевской комиссии по делам женщин.
После её смерти в 2000 году Канадское правительство объявило в 2005 году, что новое административное здание в Шарлоттауне будет названо её именем — Джин-Кэнфилд-Билдинг. В этом здание в 2008 году разместилось представительство федерального Канадского правительства.

## Награды
- Медаль Юбилея королевы Елизаветы II, 1977